# Willi Roth (Boxer)
Willi Roth (* 31. Juli 1929 in Nußloch; † 2. Mai 2017 in Mörlenbach) war ein deutscher Boxer.

## Werdegang
Willi Roth wurde von 1952 Deutscher Meister im Federgewicht. 1956 und 1957 gewann er den Deutschen Meistertitel im Halbweltergewicht. Bei den Olympischen Sommerspielen 1952 in Helsinki schied im Federgewichtsturnier in seinem Achtelfinalkampf gegen den Kanadier Leonard Walters aus. Vier Jahre später bei den Spielen im Melbourne trat er im Halbweltergewichtsturnier an. Dort schied er erneut im Achtelfinale aus. 